# Sogdijana
Sogdijana (staroperz. Suguda, perz. سغد - Sōġd, grč. Σογδιανή, kineski 粟特) naziv je za drevnu civilizaciju u Srednjoj Aziji sastavljenu od iranskih naroda, koja je kasnije u doba Ahemenida postala dijelom Perzijskog Carstva. Sogdijana se spominje kao 18. perzijska satrapija na Darijevim zapisima u Behistunu. Regija je imala veliku trgovačku važnost jer je kroz nju prolazio Put svile, zbog čega je cvjetala trgovina s Kinom. Sogdijanske zemlje nikada nisu bile politički ujedinjene, no gravitirale su prema najvažnijem gradu regije Samarkandu, koji se nalazi sjeverno od Baktrije. Teritorij Sogdijane danas se sastoji od modernih provincija Samarkanda i Buhare u Uzbekistanu, te dijelova Tadžikistana, Kazahstana i Kirgistana.

## Vanjske poveznice
- Povijest Sogdijane, Iranian.com
- Britannica enciklopedija: Sogdijana